# Daudere
Daudere (auch Daudare) ist ein osttimoresisches Dorf und der es umgebende Suco im Verwaltungsamt Lautém (Gemeinde Lautém).

## Der Ort
Der Ort Daudere liegt auf 253 m Meereshöhe am Ostufer des Flusses Raumoco, an der Ostgrenze des Sucos. Hier mündet der Builui aus Maina II kommend in den Raumoco. Zu dem Siedlungszentrum gehören auch die direkt benachbarten Orte Anarua, Uanamibere, Vassatoi (Vasotoi), Sagueli (Squeli), Nassuloi (Nassalue) und Samaira und etwas weiter nördlich, die Dörfer Macalodo (Makalodo) und Aelafa. Das Siedlungszentrum verfügt über einen medizinischen Posten und eine Grundschule.

## Der Suco

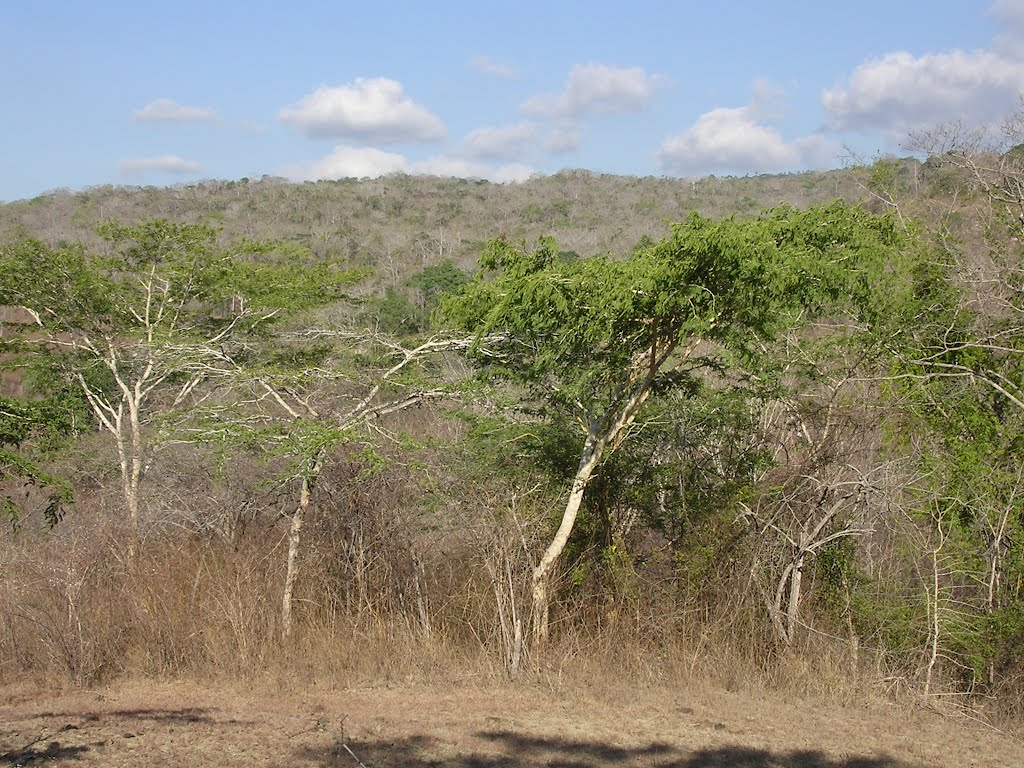
Tropischer Trockenwald am Ostufer des Raumocos

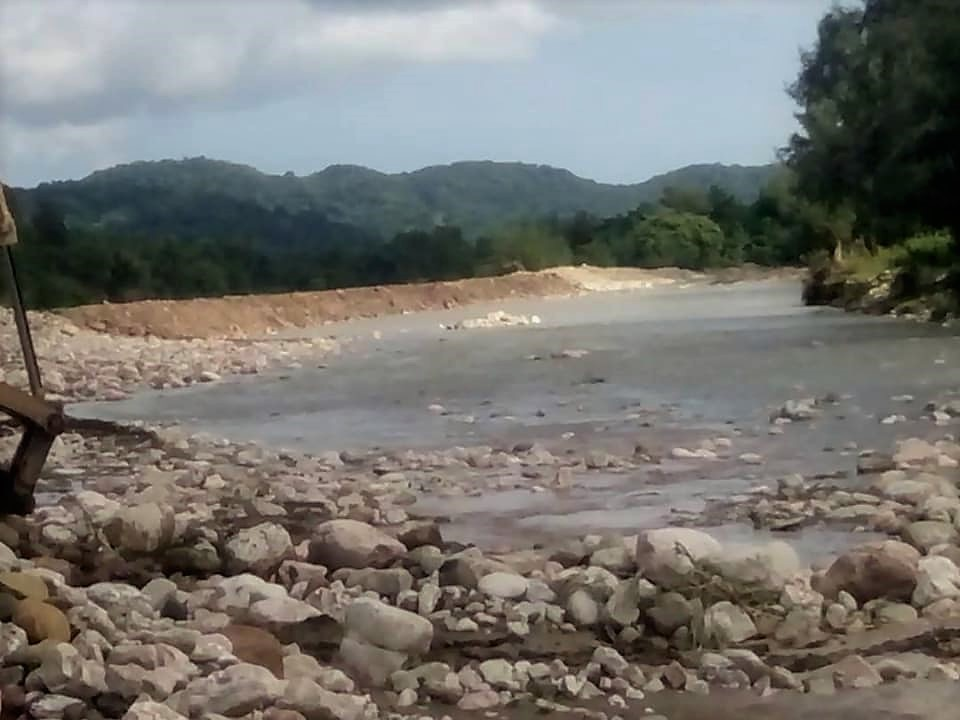
Der Fluss Odofuro in Daudere

Der Suco Daudere hat 1.785 Einwohner (2022), davon sind 894 Männer und 891 Frauen. Im Suco gibt es 341 Haushalte. Über 97 % der Einwohner geben Makasae als ihre Muttersprache an. Minderheiten sprechen Fataluku oder Tetum Prasa.
Daudere liegt im Westen des Verwaltungsamts Lautém. Der Fluss Raumoco durchquert den Suco, bis er in die Straße von Wetar mündet. Westlich des Flusses Buiguira liegt der Suco Euquisi, östlich die Sucos Serelau und Maina II und im Süden das Verwaltungsamt Luro mit seinem Suco Afabubu. Die nördliche Küstenstraße, einer der wichtigsten Verkehrswege des Landes, führt auch an der Küste Dauderes entlang und überquert den Raumoco und den westlichen Grenzfluss über zwei Brücken. An der Mündung des Raumoco liegt das Dorf Raumoco (Raumaco), das über eine Grundschule verfügt.
Vor der Gebietsreform 2015 hatte Daudere eine Fläche von 36,09 km². Nun sind es 54,91 km²,  da Daudere den Süden des Sucos Serelau und Teile des Verwaltungsamts Luro erhielt. Dafür gab Daudere an Serelau Gebiete im Nordosten ab, inklusive des Dorfes Lailaovemuti.
In Daudere befinden sich die acht Aldeias Aelafa, Anarua, Macalodo, Nassuloi, Sagueli, Samaira, Uanambere und Vassatoi.

## Geschichte
2015 entdeckte man beim Bau eines Hauses am Raumoco eine Bronzetrommeln der Dong-Son-Kultur aus dem Gebiet des heutigen Vietnams. Das 80 kg schwere und ungefähr 2000 Jahre alte Artefakt ist eine der am besten erhaltenen von nur etwa 20 Bronzetrommeln, die man in Südostasien entlang der alten Schifffahrtswege fand. Die Trommel hat einen Durchmesser von 103 cm und eine Höhe von 78 cm. Ihre Oberfläche ist mit einem zwölfstrahligen Stern verziert, auf dem Rand verteilt sitzen vier kleine Froschskulpturen. Die Trommel soll in Frankreich weiter untersucht und später im Nationalmuseum Osttimors ausgestellt werden.

## Politik
Bei den Wahlen von 2004/2005 wurde Fernando Horacio zum Chefe de Suco gewählt. Bei den Wahlen 2009 gewann Aderito Morais und wurde 2016 in seinem Amt bestätigt.